# Plectropomus
Genre
Plectropomus est un genre de mérous de la famille des Serranidae.

## Espèces
Selon World Register of Marine Species (16 octobre 2014) :
- Plectropomus areolatus (Rüppell, 1830)
- Plectropomus johnstonian
- Plectropomus laevis (Lacepède, 1801)
- Plectropomus leopardus (Lacepède, 1802)
- Plectropomus maculatum
- Plectropomus maculatus (Bloch, 1790)
- Plectropomus oligacanthus (Bleeker, 1855)
- Plectropomus pessuliferus (Fowler, 1904)
- Plectropomus punctatus (Quoy & Gaimard, 1824)

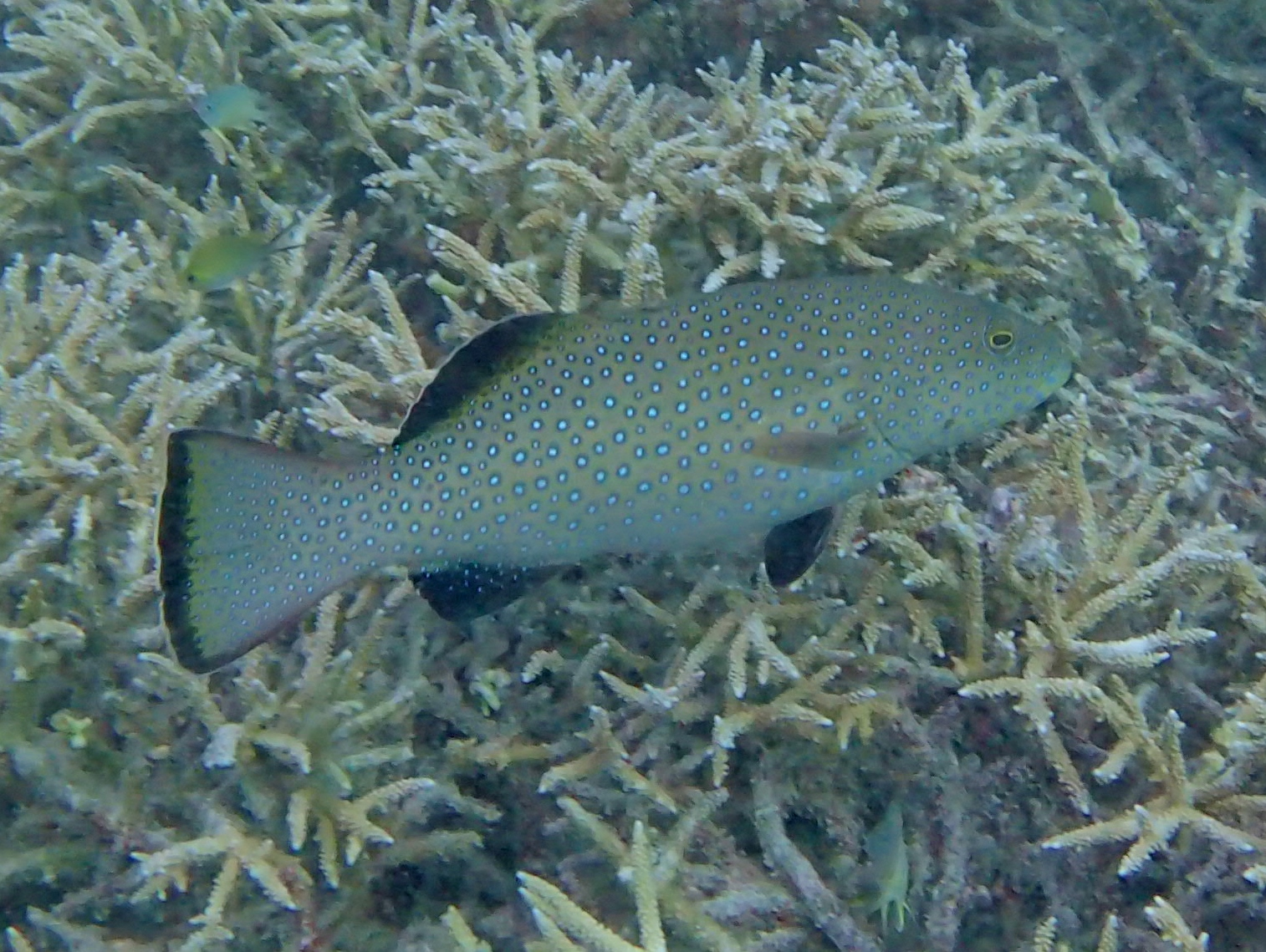
Plectropomus areolatus
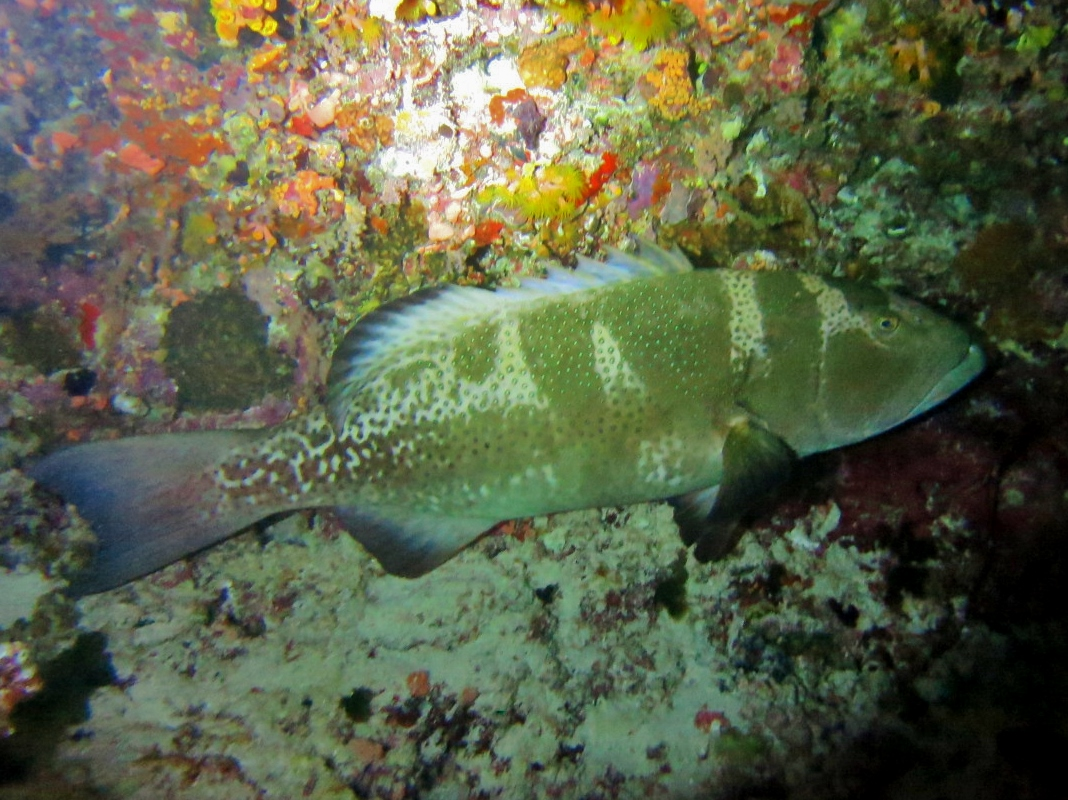
Plectropomus laevis
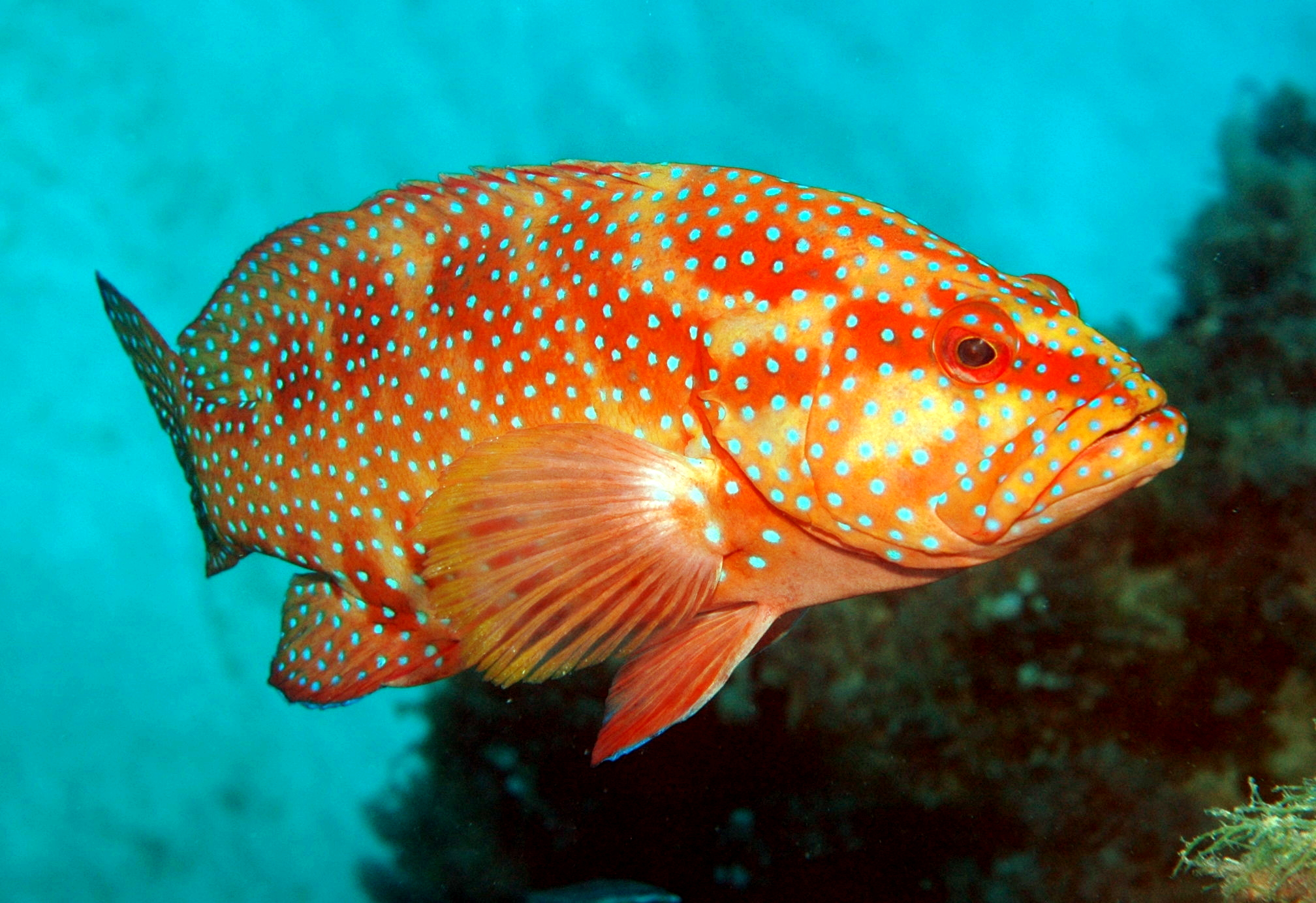
Plectropomus leopardus
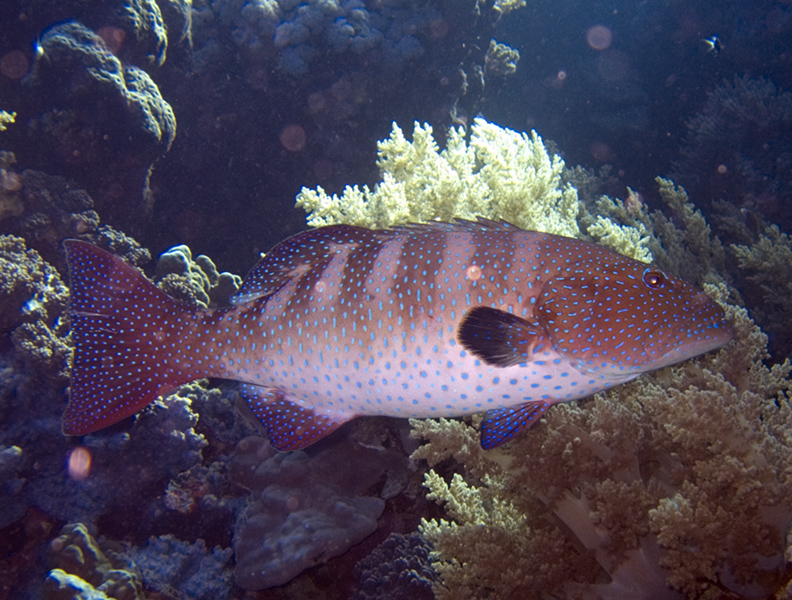
Plectropomus pessuliferus
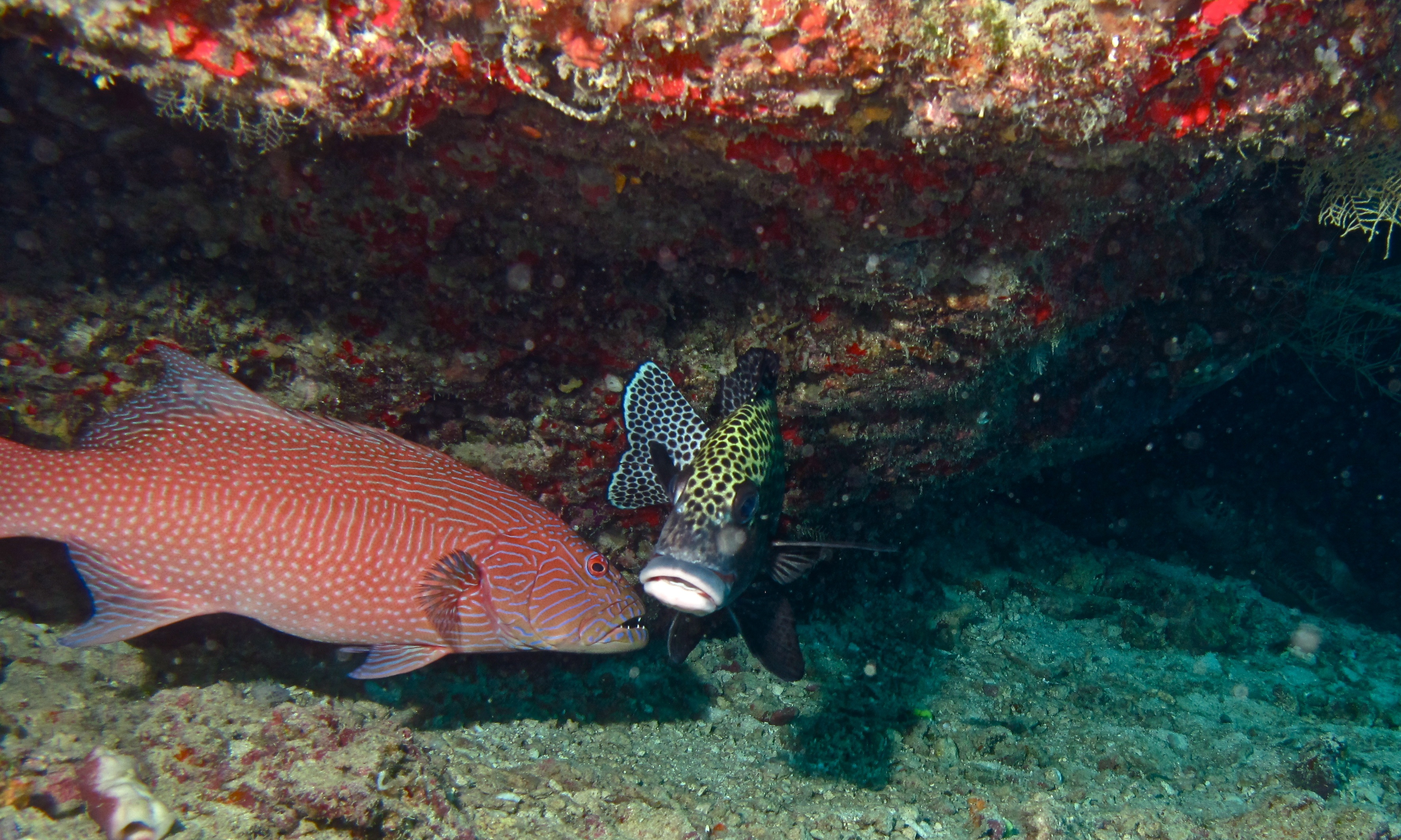
Plectropomus oligacanthus